# موضع سلیمان
موضع سلیمان (به انگلیسی: Mauza Sulemaan) یک روستا در پاکستان است که در ناحیه چنیوت واقع شده‌است.